# The Nightmare of Being
The Nightmare of Being ist das siebte Studioalbum der schwedischen Death-Metal-Band At the Gates. Es erschien am 2. Juli 2021 auf Century Media.

## Entstehung
Das Album wurde in mehreren schwedischen Tonstudios aufgenommen. Das Schlagzeug wurde mit Jens Bogren im Stockholmer Studio Gröndal aufgenommen. Andy LaRocque nahm Gitarre und Bass im Sonic Train Studio in Varberg auf. Der Gesang wurde von Per Stålberg im Welfare Studio in Göteborg aufgezeichnet. Gemischt und gemastert wurde The Nightmare of Being von Jens Bogren in den Fascination Street Studios in Örebro. Das Albumcover wurde von der Künstlerin Eva Nahon entworfen.
Laut dem Sänger Tomas Lindberg handelt es sich um ein Konzeptalbum um das Thema Pessimismus. Für seine Texte hatte er sich im Vorfeld mit vielen pessimistischen Philosophen beschäftigt. Lindberg versuchte zu verstehen, warum Menschen auf diese Art und Weise auf die Welt blicken. The Nightmare of Being wäre ein sehr dunkles Album, aber kein negatives Album.

## Titelliste
1. Spectre of Extinction  – 04:49
2. The Paradox – 04:43
3. The Nightmare of Being  – 03:49
4. Garden of Cyrus – 04:25
5. Touched by the White Hands of Death  – 04:07
6. The Fall into Time – 06:45
7. Cult of Salvation – 04:24
8. The Abstract Enthroned  – 04:26
9. Cosmic Pessimism – 04:31
10. Eternal Winter of Reason – 03:38

## Rezeption

### Rezensionen
Katrin Riedl vom Metal Hammer schrieb, dass sich The Nightmare of Being „experimenteller Klangelemente“ bediene und den Hörer auf eine spannende Entdeckungsreise einlade. Sie vergab 5,5 von 7 Punkten.

### Charts und Chartplatzierungen
| ChartsChartplatzierungen | Höchstplatzierung | Wochen |
| ------------------------ | ----------------- | ------ |
| Deutschland (GfK)        | 8 (2 Wo.)         | 2      |
| Österreich (Ö3)          | 18 (1 Wo.)        | 1      |
| Schweden (GLF)           | 20 (1 Wo.)        | 1      |
| Schweiz (IFPI)           | 12 (1 Wo.)        | 1      |

### Musikpreise
The Nightmare of Beeing wurde beim schwedischen Musikpreis Grammis in der Kategorie Hardrock/Metal nominiert.